# Schwarzhofen
Schwarzhofen là một đô thị trong huyện Schwandorf bang Bayern, Đức.